# Feresne
Feresne est le nom d'une colonie romaine située le long de la voie Maastricht-Nimègue. Elle était probablement située à proximité de l'actuelle Mulheim (nl).

## Mention
L'endroit est mentionné sur la carte de Peutinger comme une statio le long de la route d'Atuatuca Tungrorum (Tongres) à Catualium (Heel).[1] Il est également considéré comme le lieu de naissance du potier Lucius Fere(s)nius, dont le four a été découvert à Coriovallum en avril 1971.[2] La signification du nom de lieu a été recherchée en vain. S'il avait une origine gallo-romaine, il pourrait faire référence à un bac. Dans un texte de Sénèque, feresne apparaît comme un futurum à la 2e personne du singulier du verbe ferre (porter),[3] suivi de la particule interrogative -ne, signifiant « supporteras-tu ? mais y lire une référence à un bac est très improbable et contraire à l'idiome latin. D'après la carte de Peutinger, Feresne était à seize lieues de Tongres et à quatorze lieues de Heel. Si l'on divise la distance entre Tongres et Heel en trente parties, la division 16-14 se trouve soit à Eisden (via la Via Belgica et la voie Maastricht-Nimègue), soit à 1,5 km au nord de là (via l'hypothétique deverticulum de Tongres via Mopertingen jusqu'à Neerharen). Cependant, on ne peut pas se fier uniquement aux distances indiquées sur la carte, car elles sont peu fiables et impossibles à calculer avec précision.

## Emplacements précédents
Dans les années 1990, même la localisation plus large de Feresne dans le Pays mosan a été remise en question. Selon l'historien amateur controversé Albert Delahaye (nl), la carte de Peutinger ne contient « pas un mètre carré du territoire des Pays-Bas ou de l'Allemagne centrale ». Il pensait en revanche que Feresne devait être recherchée dans la Flandre française, près de Fréniches.[4] Ruud van Veen a suivi son image sur la carte de Peutinger ; ce n'était selon lui qu'un lieu doté d'un bac pour traverser l'Aisne.[5]
Au tournant du millénaire, le père Théo Aerts a rassemblé les théories existantes sur Feresne.[6] Dans cet ouvrage, il suivit le théorème de Jules Vannérus, qui avait fait coïncider Feresne avec Oud-Dilsen.[7] Vannérus a supposé que les orthographes similaires du « F » et du « T » avaient provoqué des erreurs de copie, le nom devait donc être « Teresne ». Cela remonte à Thilsena. Le toponyme "Vrietselbeek" a conservé la sonorité initiale. L'emplacement a ensuite été déplacé au Veurzen.[8] Des fragments de bâtiments romains ont également été récupérés à proximité de la Vieille Meuse, mais ils auraient pu être importés de n'importe où.
Une autre théorie prometteuse est venue d'Hendrik Hardenberg.[9] Il croyait que le nom le plus ancien d'Eisden, « Eskede », était basé sur « esc(h)e », l'orthographe en moyen néerlandais pour es (soit le Frêne en français). Cette plante est appelée fraxinus en latin, d'où pourrait dériver le nom "Feresne". Ce nom de plante a également été corrompu en français en fraisne, pour arriver à l'actuel frêne. « Eisden » et « Feresne » se recouvraient donc conceptuellement. Cependant, il a été suggéré plus tard que « Eisden » ne pouvait pas être connecté à « esc(h)e », car l'orthographe avec « k », « c », « ch » n'apparaissait qu'une seule fois.

## Interprétation actuelle
Jozef Habets (nl) croyait à l'origine que Feresne correspondait à Rekem, mais il a révisé son opinion lorsqu'il a découvert un temple romain à Mulheim.[11] De plus, à cet endroit s'écoule le Vrietselbeek, auquel Feresne a peut-être donné son nom. Avec son temple romain et son cimetière romain, Mulheim surpassait déjà Dilsen, mais ce ne sont pas des découvertes extraordinaires pour le Pays mosan ; il y a donc eu de nombreuses spéculations sur les endroits où d'autres traces de la période romaine ont fait surface. L'un de ces lieux était Elen, proposé par Jules Ceysens.[12]
Hendrik Van de Weerd, lui-même "Elenarien", a également initialement suivi cette position, mais dans les années 1940, il a rejoint le groupe croissant d'historiens qui croyaient que Feresne était Mulheim.[13] Un argument décisif s'est présenté pour eux lorsque Etienne Paulissen a terminé son étude géologique du Pays mosan.[14] Cela montrait que les Romains ne se sont installés que sur les sols sablonneux de couverture, en toute sécurité au-dessus de la zone alors inondable de la Meuse. Mulheim est situé sur ces sols sableux de couverture, tandis que Dilsen est situé au milieu de la plaine alluviale. Il est donc peu probable qu'il y ait jamais eu de colonie romaine à Dilsen.